# United States Army Air Forces
Le United States Army Air Forces (lett. "Forze aeree dell'esercito degli Stati Uniti"; abbreviazioni comunemente utilizzate: U.S. Army Air Forces, USAAF) ricoprirono, dal 1941 al 1947, il ruolo di forza aerea degli Stati Uniti d'America. Parti integranti delle forze armate statunitensi durante la seconda guerra mondiale, erano poste alle dipendenze dell'esercito americano. Il 18 settembre 1947, con l'approvazione del National Security Act, venne istituito il Dipartimento della Difesa, comprendente le tre forze armate di esercito, marina ed aeronautica la quale ultima venne riconosciuta con la nuova denominazione di United States Air Force.
Lo USAAC, trasformatosi in US Army Air Forces nel giugno 1941, riuscì, con ciò, a garantire una maggior autonomia alla forza aerea ed a fornire una solida struttura di comando alla quale una componente in simile espansione non era assolutamente in grado di rinunciare. Sebbene altre nazioni si fossero già dotate di un'aeronautica autonoma da esercito e marina (si veda l'esempio della Royal Air Force britannica, nata nel 1918, o della tedesca Luftwaffe, formatasi il 26 febbraio 1935), le USAAF non riuscirono a completare il loro processo d'emancipazione prima dell'entrata nordamericana nella seconda guerra mondiale il 7 dicembre 1941.

## Linea di successione della United States Air Force
- Aeronautical Division, U.S. Signal Corps  ·  1º agosto 1907 – 18 luglio 1914
- Aviation Section, U.S. Signal Corps  ·  18 luglio 1914 – 20 maggio 1918
- Division of Military Aeronautics  ·  20 maggio 1918 – 24 maggio 1918
- U.S. Army Air Service  ·  24 maggio 1918 – 2 luglio 1926
- U.S. Army Air Corps  ·  2 luglio 1926 – 20 giugno 1941
- U.S. Army Air Forces  ·  20 giugno 1941 – 18 settembre 1947
- United States Air Force  ·  18 settembre 1947 – oggi

## Genesi di un'arma

### Premesse di contesto storico
Le radici dell'AAF affondano nella formulazione di una dottrina militare del bombardamento strategico presso la Air Corps Tactical School, supportata dalla cosiddetta Bomber Mafia, da cui trassero linfa propulsiva le argomentazioni a favore di una forza aerea indipendente. 
Malgrado l'apparenza di resistenza, se non di aperto ostruzionismo, da parte dello stato maggiore dell'esercito (che a dire il vero sostanzialmente era motivata da penuria di risorse finanziarie) l'Air Corps aveva fatto passi da gigante negli anni trenta, sia sul piano organizzativo sia su quello dottrinale. Prendeva piede una strategia che enfatizzava il bombardamento di precisione su obiettivi industriali, eseguito da potenti bombardieri a lungo raggio: profeti di questo nuovo pensiero sarebbero stati gli stessi uomini destinati ad assumere il comando effettivo di tali operazioni.

Anello maschile in oro appartenuto ad un ufficiale dei bombardieri dell'USAAF, con legenda come cornice allo stemma.

Si pose una successiva pietra miliare verso la formazione di una forza aerea separata — dopo la creazione dell'Air Corps risalente all'ormai lontano 1926 — nel marzo 1935, quando il comando di tutte le unità aeree nell'ambito degli Stati Uniti continentali fu accentrato in un solo quartier generale, con la denominazione General Headquarters Air Force (di seguito useremo anche l'abbreviazione GHQ Air Force). Dal 1920, il controllo delle unità di aviazione era stato imperniato sui comandanti delle Corps Areas (una struttura amministrativa delle forze terrestri, per il tempo di pace), seguendo il modello che il generale John Pershing aveva fissato durante la prima guerra mondiale. La GHQ Air Force rappresentava un compromesso tra i fautori dell'aeronautica come realtà strategica di prima grandezza, da un lato, e dall'altro i comandanti di forze terrestri che si battevano per mantenere un Air Corps in posizione ancillare e strumentale alla missione delle forze di terra. La GHQ Air Force organizzò amministrativamente i gruppi da combattimento in una forza d'attacco di tre stormi schierati rispettivamente sulle coste dell'Atlantico, Pacifico e del golfo del Messico. Nel 1940 si compì una divisione delle forze di difesa aeree statunitensi in quattro zone geografiche, e tale divisione sarebbe stata destinata a caratterizzare i futuri sviluppi ordinativi delle forze aeree di Washington.
La GHQ Air Force era poca cosa in confronto alle forze aeree europee. Le linee di comando erano quanto meno difficoltose, posto che la GHQ Air Force controllava solo le sue unità da combattimento, mentre l'Air Corps manteneva la piena competenza in fatto di dottrina, equipaggiamento e addestramento. I comandanti dei Corps Area continuavano a controllare tutte le basi aeree ed il relativo personale logistico. I comandanti della GHQ Air Force e dell'Air Corps, rispettivamente i maggior generali Frank Maxwell Andrews
e Oscar Westover, sostenevano concezioni dottrinali inconciliabili sulla direzione che l'arma aerea avrebbe dovuto prendere per fronteggiare le sfide che l'attendevano.

### Istituzione delle Army Air Forces

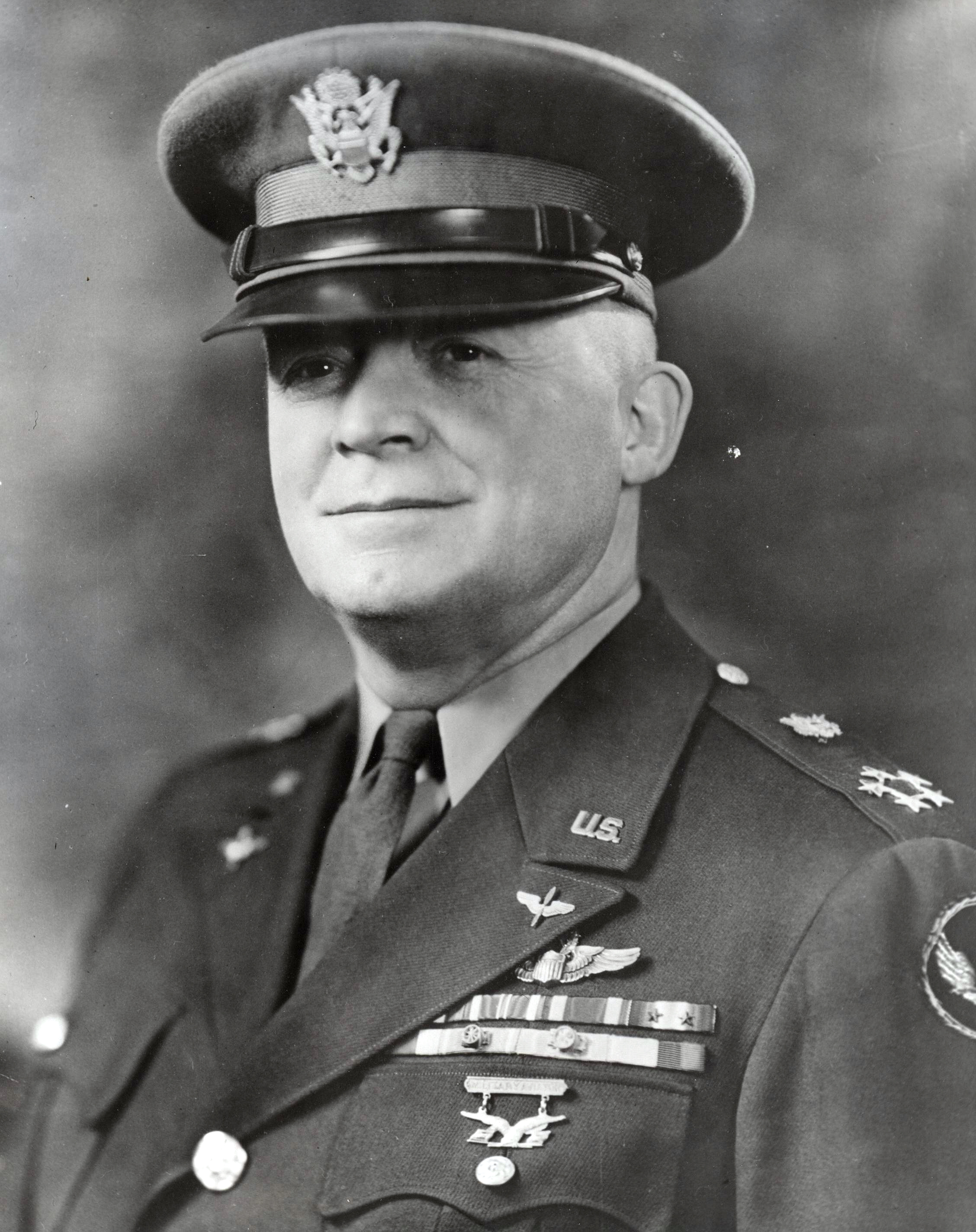
Il generale Henry H. Arnold, primo comandante USAAF

La probabilità della partecipazione statunitense alla seconda guerra mondiale stimolò la più radicale riorganizzazione di un settore aeronautico mai verificatasi nella storia, sviluppando una struttura che al contempo unificava il comando di tutti gli elementi aerei e vi conferiva totale autonomia a partire dal marzo 1942. Il 20 giugno 1941, in conformità alla United States Department of War of Army Regulation 95-5, il maggior generale Henry H. Arnold,
allora Chief of the Air Corps, assumeva il titolo di Chief of Army Air Forces, istituendo una gerarchia di comando specifica su tutte le componenti aeronautiche militari. L'AAF dipendeva direttamente dall'Army Chief of Staff, generale George C. Marshall.
Arnold e Marshall avevano raggiunto un accordo: l'AAF avrebbe goduto di autonomia nel War Department fino alla fine della guerra, ma in cambio i suoi comandanti avrebbero smesso di fare lobbismo per ottenerne la formale e definitiva indipendenza. Marshall, strenuo sostenitore dell'arma aeronautica, riteneva pacifico il fatto che con ogni probabilità il traguardo dell'indipendenza sarebbe stato conseguito al termine della guerra. Subito dopo l'attacco di Pearl Harbor, a riconoscimento dell'importante ruolo rivestito dall'Army Air Forces, ad Arnold fu assegnato un posto di membro nel Joint Chiefs of Staff, l'organo di pianificazione della strategia statunitense durante la guerra, in modo che gli Stati Uniti avrebbero avuto un rappresentante delle forze aeree nei "tavoli tecnici" intercorrenti con gli alleati britannici al Combined Chiefs of Staff, e di fatto conquistava una posizione di rilievo uguale a quella di Marshall. Benché questo passo non fosse mai stato ufficialmente riconosciuto dalla United States Navy, ed anzi fosse oggetto di aspre diatribe "dietro le quinte" ogni qual volta se ne presentasse l'occasione, nondimeno costituì sul piano pratico un valido presupposto per la futura separazione di quella che sarebbe divenuta l'Air Force.
La GHQ Air Force fu sostituita dall'Air Force Combat Command, e i suoi quattro distretti furono convertiti nel gennaio 1941 in forze aeree contraddistinte da numeri, con un'organizzazione subalterna di 54 gruppi. Sul piano organizzativo, le Army Air Forces nacquero come una catena di comando superiore, ricomprendente Air Force Combat Command ed Army Air Corps, in tal modo portando per la prima volta tutta la branca aerea sotto un comando centralizzato. Tuttavia queste riforme erano solo temporanee, destinate a durare solo nove mesi finché l'apparato bellico aereo si affinava in preparazione della guerra, con un intento di pianificazione centralizzata ed esecuzione decentrata delle operazioni.
L'Executive Order 9082 cambiò il titolo di Arnold in "Commanding General, Army Air Forces" il 9 marzo 1942, equiparandolo ai comandanti generali dei nuovi Army Ground Forces e Services of Supply, le altre due componenti dell'US Army. La War Department Circular No. 59 dava applicazione all'Executive Order, inteso come un espediente del tempo di guerra destinato a svanire sei mesi dopo la fine del conflitto.
La circolare suddetta, oltre a sciogliere l'Army General Headquarters assegnandone le mansioni addestrative alle Army Ground Forces, riorganizzò le Army Air Forces, eliminando il Combat Command (già GHQAF), trasformando l'Air Corps in una struttura di combattimento non organizzativa, ed abolendo il relativo livello di comando. Al loro posto furono istituite undici forze aeree contraddistinte da numeri (successivamente portate a sedici) e sei comandi principali (che nel gennaio 1943 sarebbero divenuti otto, con le denominazioni di Flying Training [Command], Technical Training, Troop Carrier, Air Transport, Materiel, Air Service, Proving Ground, e Anti-Submarine). Nel luglio 1943 i comandi Flying Training e Technical Training furono unificati con la denominazione di Training Command.
La maggior parte dei membri delle Army Air Forces, comunque, continuavano ad appartenere pure all'Air Corps. Mel maggio 1945, l'88% degli ufficiali in servizio nelle Army Air Forces avevano incarichi nell'Air Corps, e più in generale l'82% degli organici assegnati ad unità e basi AAF erano riconducibili all'Air Corps come unità organizzativa di combattimento.

## Espansione delle Army Air Forces
«Nella loro espansione durante la seconda guerra mondiale, le AAF divennero la forza aerea più potente del mondo. Dall'Air Corps del 1939, con 20 000 uomini e 2 400 aerei, alle quasi autonome AAF del 1944, con poco meno di 2,4 milioni di effettivi ed 80 000 velivoli, fu un'espansione di assoluto rilievo. Robert A. Lovett, come Assistant Secretary of War for Air, assieme ad Arnold, era preposto ad una crescita più grande di quella impressa all'esercito terrestre o alla marina militare, benché allo stesso tempo si inviassero unità aeree da combattimento ai vari fronti che lo richiedevano.»
The Evolution of the Department of the Air Force - Air Force Historical Studies Office
L'Air Corps iniziò una rapida espansione nella primavera del 1939 sotto la direzione del presidente statunitense Franklin D. Roosevelt per fornire una forza aerea adeguata alla difesa dell'emisfero occidentale. Un iniziale "programma del gruppo 25", sviluppato nell'aprile del 1939, richiedeva 50 000 uomini. Allo scoppio della guerra (settembre 1939 — ma ricordiamo che gli USA non entreranno effettivamente nel conflitto prima del 1941, in seguito all'attacco di Pearl Harbor) l'Air Corps disponeva ancora solo di 800 aerei da combattimento di prima schiera, dislocati su 76 basi, di cui 21 installazioni principali e depositi.
In conseguenza dei successi tedeschi nella campagna di Francia (1940), vi fu un nuovo impulso nei programmi di ammodernamento, con nuovi obiettivi: 84 gruppi da combattimento, 7 799 aerei da combattimento, un incremento annuo di 30 000 piloti e 100 000 specialisti di aeronautica. Come riflesso di questa politica, al tempo della creazione delle AAF si contavano 156 campi di volo e 152 125 effettivi.
L'invasione dell'URSS per opera dei tedeschi — iniziata appena due giorni dopo la creazione delle Army Air Forces — determinò un ripensamento della strategia e delle politiche difensive statunitensi. L'esigenza di una concreta strategia bellica volta a sconfiggere le potenze dell'Asse impose un ulteriore allargamento e modernizzazione di tutti i servizi militari, comprese le AAF. Per di più, l'invasione fece dell'Unione Sovietica l'ennesimo destinatario del programma Lend-Lease, stimolando, se possibile, una domanda vieppiù imperativa nei confronti della produttività industriale aeronautica USA, peraltro già spinta al limite del parossismo (Willow Run, lo stabilimento riprodotto nel box a margine, generava "un bombardiere all'ora").

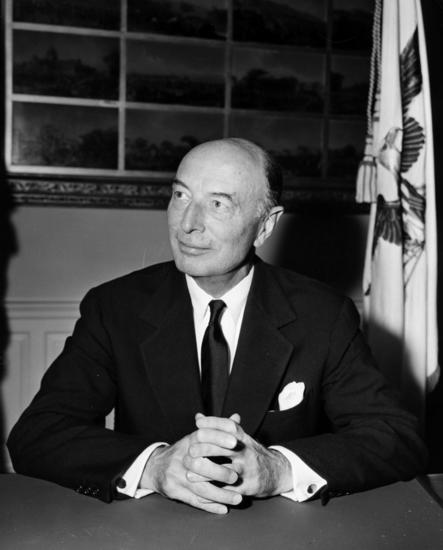
Robert Lovett nel 1951

Una strategia offensiva richiedeva la soluzione di una serie di problemi di grande impegno. Non si trattava "solo" di sviluppare e produrre aerei in proporzioni straordinariamente elevate: le Army Air Forces dovevano istituire una rete logistica globale responsabile del rifornimento, della manutenzione e delle riparazioni indispensabili per conservare l'effettiva operatività di una forza gigantesca; sul piano umano inoltre, si trattava di reclutare e formare il personale, garantendone costantemente salute, benessere psicologico e tenuta del morale. Il processo fu guidato dal ritmo della produzione di aerei, non dal programma addestrativo, e trasse prezioso vantaggio dalla direzione di Robert A. Lovett, neo-nominato (1941) Assistant Secretary of War for Air.
Avvocato e banchiere, Lovett aveva maturato un'esperienza nell'industria aeronautica, che trasferì in realistici obiettivi di produzione e nell'attitudine ad armonizzare i piani delle AAF con quelli dell'esercito facendone una visione unica. Inizialmente Lovett riteneva che la richiesta di Roosevelt, a seguito di Pearl Harbor, di 60 000 aerei entro il 1942 e 125 000 entro il 1943 fosse esageratamente ambiziosa. Tuttavia, cooperando strettamente con Arnold e coinvolgendo la capacità dell'industria automobilistica americana riuscì a sviluppare una produzione di circa 100 000 aerei nel 1944.
Le esigenze logistiche di siffatta macchina bellica vennero soddisfatte con la creazione dell'Air Service Command allo scopo di fornire unità di servizio e 250 depositi negli USA; l'elevazione della Materiel Division allo status di vero e proprio comando per sviluppare ed affidare in appalto aerei, attrezzature e ricambi; e l'Air Technical Service Command per spedire il materiale all'estero. Oltre a trasportare personale e materiali, l'Air Transport Command eseguì consegne di quasi 270 000 velivoli in tutto il mondo, perdendone solo 1 013 nel processo. L'operazione dei depositi in madrepatria fu svolta facendo largo ricorso a più di 300 000 addetti civili alla manutenzione, fra cui molte donne, rendendo in tal modo disponibili quasi altrettanti meccanici militari in zona di combattimento.

### Crescita delle USAAF, aerei
| Tipo di aerei          | 31 dic 1941 | 31 dic 1942 | 31 dic 1943 | 31 dic 1944 | 31 ago 1945 | Data di massima dimensione |
| Totale generale        | 12 297      | 33 304      | 64 232      | 72 726      | 63 715      | Luglio 1944 (79 908)       |
| Aerei da combattimento | 4 477       | 11 607      | 27 448      | 41 961      | 41 163      | Maggio 1945 (43 248)       |
| Bombardieri strategici | -           | 3           | 91          | 977         | 2 865       | Agosto 1945 (2 865)        |
| Bombardieri pesanti    | 288         | 2 076       | 8 027       | 12 813      | 11 065      | Aprile 1945 (12 919)       |
| Bombardieri medi       | 745         | 2 556       | 4 370       | 6 189       | 5 384       | Ottobre 1944 (6 262)       |
| Bombardieri leggeri    | 799         | 1 201       | 2 371       | 2 980       | 3 079       | Settembre 1944 (3 338)     |
| Caccia                 | 2 170       | 5 303       | 11 875      | 17 198      | 16 799      | Maggio 1945 (17 725)       |
| Ricognitori            | 475         | 468         | 714         | 1 804       | 1 971       | Maggio 1945 (2 009)        |
| Aerei da supporto      | 7 820       | 21 697      | 36 784      | 30 765      | 22 552      | Luglio 1944 (41 667)       |
| Aerei da trasporto     | 254         | 1 857       | 6 466       | 10 456      | 9 561       | Dicembre 1944 (10 456)     |
| Addestratori           | 7 340       | 17 044      | 26 051      | 17 060      | 9 558       | Maggio 1944 (27 923)       |
| Comunicazioni          | 226         | 2 796       | 4 267       | 3 249       | 3 433       | Dicembre 1943 (4 267)      |

### Crescita delle USAAF, personale

Army Ground Forces, scudetto da portare sulla spalla dell'uniforme.

Gli enormi incrementi nel numero di macchine, di cui alla sezione precedente, ebbero un ovvio contraltare nella moltiplicazione di effettivi, riflesso del mutamento nelle politiche di reclutamento che avevano governato l'Air Corps fin dal suo debutto, nel 1926. La necessità di annoverare una folta schiera di specialisti di amministrazione e dei servizi tecnici s'incarnò nella fondazione di una Officer Candidate School (scuola ufficiali) a Miami Beach e nell'arruolamento diretto di migliaia di professionisti già formati dalla "vita civile". Ciò nonostante, se pur 193 000 nuovi piloti furono acquisiti nelle AAF durante la seconda guerra mondiale, 124 000 altri aspiranti furono scartati in qualche fase del ciclo addestrativo, o perirono in incidenti.

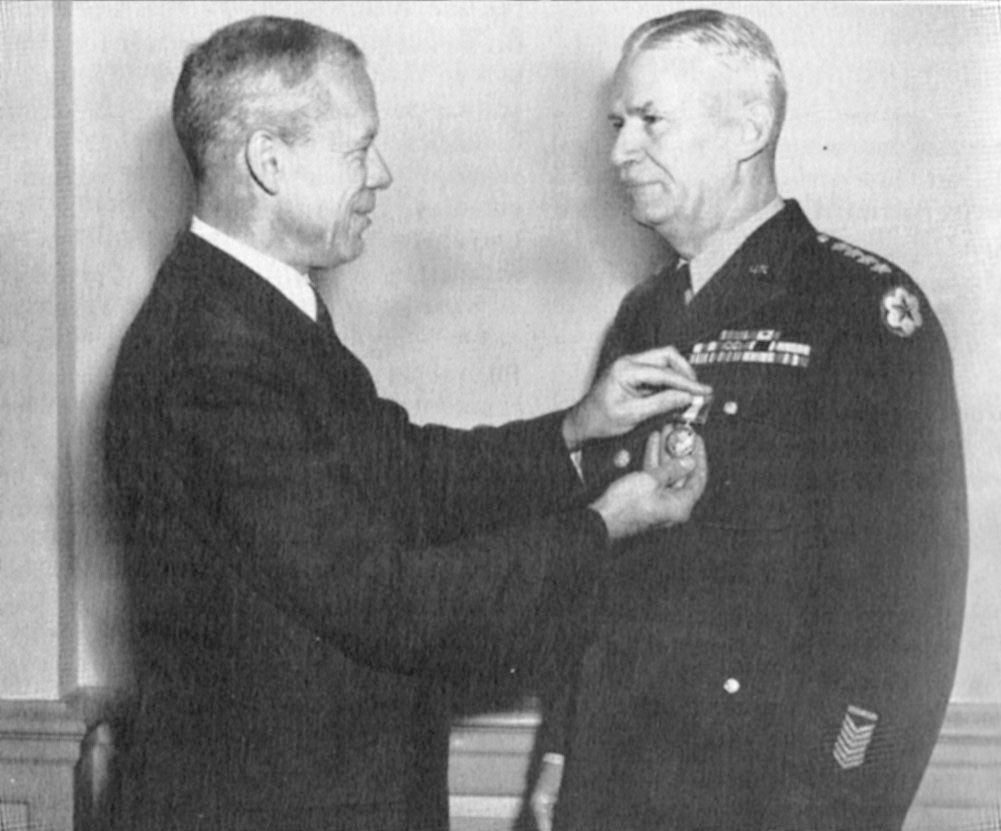
Ottobre 1945. Il generale Brehon B. Somervell (in uniforme, a destra), comandante delle Army Service Forces, riceve la sua terza Distinguished Service Medal.

La "domanda" di nuovi piloti determinò la nascita del programma Aviation Cadet, a cui confluirono così tanti volontari che le AAF crearono un'aliquota di riserva in cui venivano tenuti a disposizione gli aspiranti valutati idonei fino a quando fossero chiamati al servizio attivo, piuttosto che disperderli nella leva generica. Dal 1944 quest'aliquota divenne un'eccedenza, e 24 000 elementi furono inviati alle Army Ground Forces per essere convertiti addestrativamente in fanti, mentre 6 000 andarono alle Army Service Forces. Lo standard dei piloti divenne meno selettivo: età minima ridotta (da 20 anni a 18) ed eliminazione del requisito di aver frequentato con profitto almeno due anni di college. Un beneficiario di questi requisiti più bonari sarà Charles Elwood Yeager, destinato a divenire generale delle USAF (oltre che il primo uomo a superare in volo il cosiddetto muro del suono).

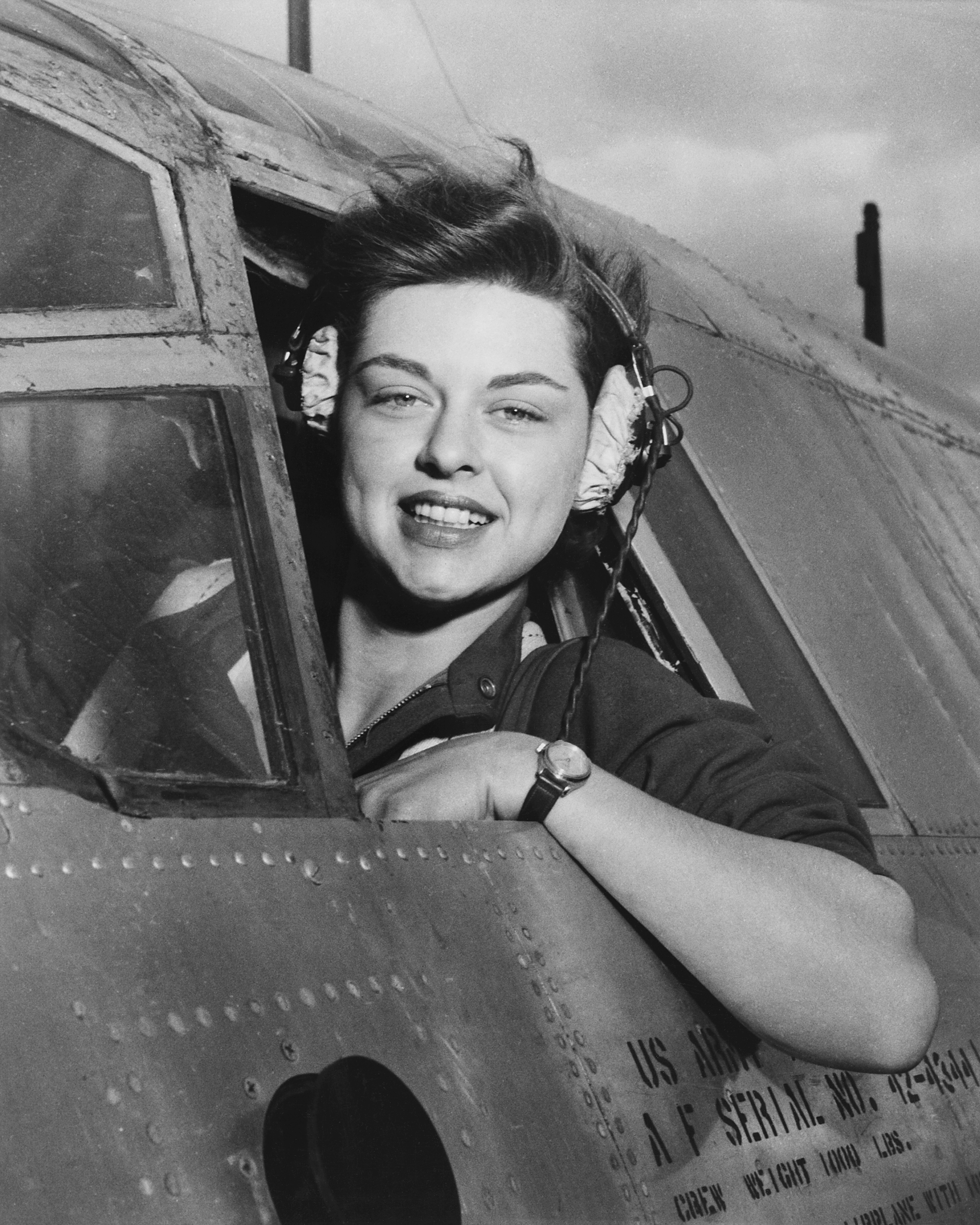
Una WASP, Elizabeth L. Gardner ai comandi di un Martin B-26 Marauder. (Harlingen Army Air Field, Texas; tra il 1942 ed il 1945)

Per le esigenze degli equipaggi si arrivò a brevettare 43 000 specialisti di bombardamento, 49 000 ufficiali di rotta e 309 000 addetti al tiro con varie armi, molti dei quali erano pure specializzati nell'assolvimento di altre mansioni tipiche di un equipaggio aereo. 7 800 uomini si qualificarono come tecnici di bordo dei B-29, altri 1 000 come operatori radar su bombardieri notturni, e tutti ricevettero un incarico effettivo di combattimento. Almeno 1 400 000 uomini ricevettero addestramento tecnico come meccanici d'aereo, specialisti di elettronica ed altri ruoli tecnici. I servizi di supporto non strettamente legati agli aerei venivano forniti da avieri addestrati dalle Army Service Forces, ma le AAF — precorrendo i tempi della loro futura indipendenza — s'ingerirono progressivamente sempre più nei programmi formativi di tali corsi.

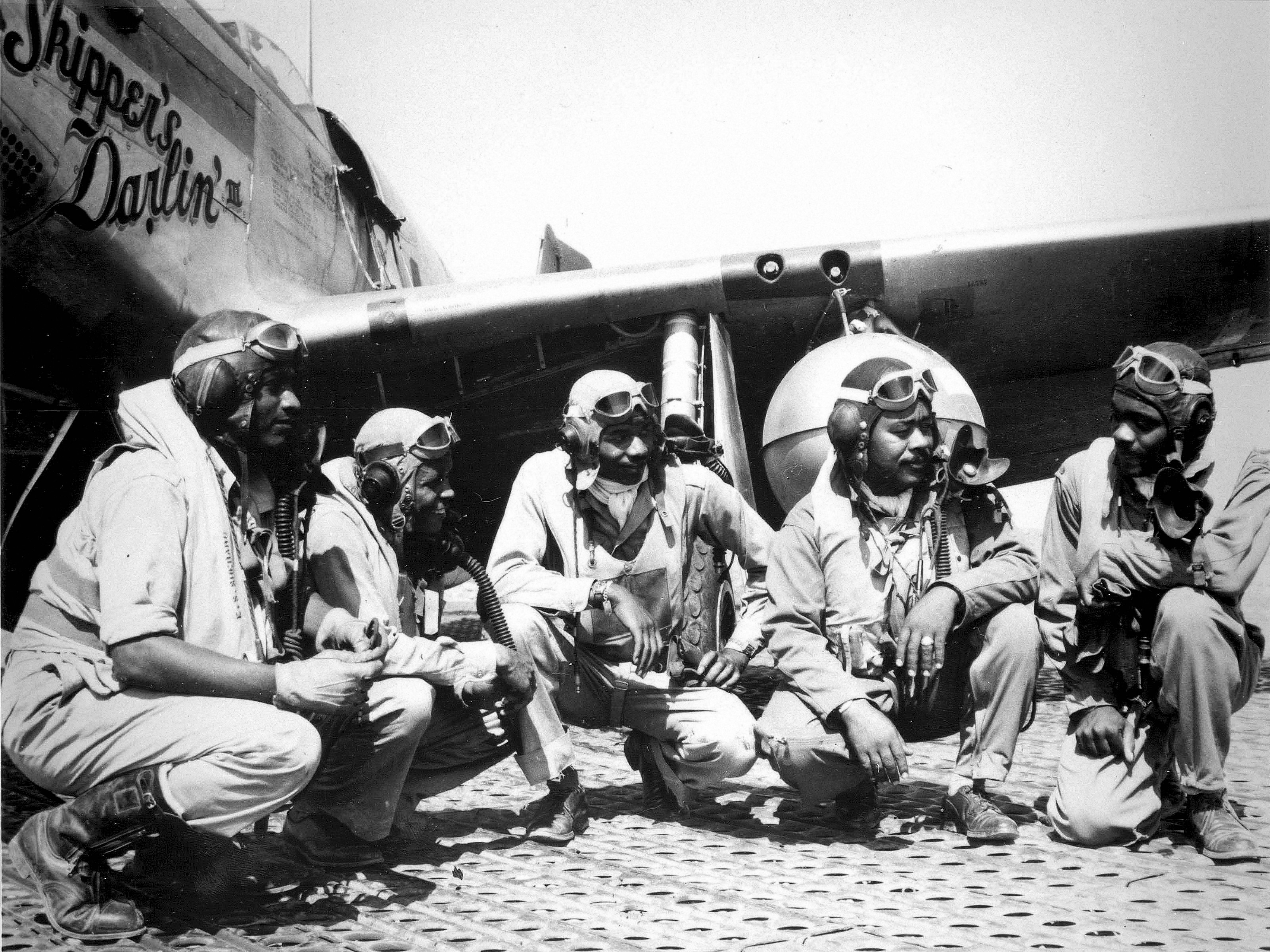
Alcuni aviatori neri del 332nd Fighter Group ("Tuskegee Airmen"), impegnati sul fronte italiano (seconda guerra mondiale).

Gli afroamericani rappresentavano il 6% circa dell'organico (145 327 effettivi nel novembre 1943). Nel 1940, su pressioni del Congresso, il generale Arnold acconsentì all'accesso dei neri ai corsi per piloti, ancorché su criteri segregazionisti. Un centro di addestramento sorse presso il Tuskegee Institute in Alabama. Malgrado lo svantaggio — causato dalla politica segregazionista — di non avere quadri esperti quanto quelli delle restanti AAF, i Tuskegee Airmen si distinsero in combattimento con il 332d Air Expeditionary Wing (332nd Fighter Group). Il programma di addestramento Tuskegee creò 673 piloti neri di caccia, 253 piloti di Martin B-26 Marauder, e 132 navigatori.
Ma la stragrande maggioranza degli avieri neri non fu neppure sfiorata da tanta gloria. Soprattutto i coscritti, per lo più non furono destinati al volo e neppure alla manutenzione dei velivoli. Il fatto di essere ampiamente relegati a mansioni servili, il governo del personale indifferente (quando non ostile), ed il "morale" a picco ovviamente conseguente condussero a seria insoddisfazione e ad un certo numero di episodi violenti.
L'apporto delle donne alle AAF in tempo di guerra fu coronato da maggior successo. Quasi 40 000 prestarono servizio nel Women's Army Corps (WAC) inquadrate nelle AAF, più di mille entrarono nelle Women Airforce Service Pilots (WASP) e 6 500 come infermiere nelle AAF, di cui 500 infermiere di volo. 7 601 donne dell'USAAF erano in missione all'estero nell'aprile 1945, ed erano impegnate in oltre 200 ruoli professionali.
| Data                              | Totale USAAF | Tot pers. con grado | Tot truppa | Forza all'estero | Pers. con grado all'estero | Truppa all'estero |
| 31 luglio 1939                    | 24 724       | 2 636               | 22 088     | 3 991            | 272                        | 3 719             |
| 31 dicembre 1939                  | 43 118       | 3 006               | 40 112     | 7 007            | 351                        | 6 656             |
| 31 dicembre 1940                  | 101 227      | 6 437               | 94 790     | 16 070           | 612                        | 15 458            |
| 31 dicembre 1941                  | 354 161      | 24 521              | 329 640    | 25 884           | 2 479                      | 23 405            |
| 31 dicembre 1942                  | 1 597 049    | 127 267             | 1 469 782  | 242 021          | 26 792                     | 215 229           |
| 31 dicembre 1943                  | 2 373 882    | 274 347             | 2 099 535  | 735 666          | 81 072                     | 654 594           |
| 31 marzo 1944 (picco dimens.)     | 2 411 294    | 306 889             | 2 104 405  | 906 335          | 104 864                    | 801 471           |
| 31 dicembre 1944                  | 2 359 456    | 375 973             | 1 983 483  | 1 164,136        | 153 545                    | 1 010 591         |
| 30 aprile 1945 (picco all'estero) | 2 329 534    | 388 278             | 1 941 256  | 1 224 006        | 163 886                    | 1 060 120         |
| 31 agosto 1945                    | 2 253 182    | 368 344             | 1 884 838  | 999 609          | 122 833                    | 876 776           |

### Crescita delle USAAF, infrastrutture
Le USAAF utilizzavano 156 campi d'aviazione all'inizio del 1941. Un programma di espansione delle basi aeree era stato concepito già nel '39, nel tentativo di stare al passo con l'aumento di organici, reparti ed aerei, e con il ricorso, ove possibile, alle esistenti risorse locali e perfino private. Tuttavia lo scoppiare della guerra e la conseguente espansione assai spinta imposero un ampio ventaglio di infrastrutture negli Stati Uniti continentali (per brevità richiamati anche in sigla: CONUS), tanto per l'attività operativa quanto per quella addestrativa.
Oltre alla costruzione di nuove basi permanenti ed alla creazione di numerosi poligoni per bombardieri e per armi pesanti, le USAAF utilizzarono scuole di volo civili, corsi di formazione presso istituzioni scolastiche ed industriali, ed il decentramento addestrativo dei quadri nelle università. Al principio del 1942 — con un'azione che non andò esente da polemiche — il Technical Training Command delle USAAF iniziò a prendere in locazione hotel commerciali e condomini per alloggiare allievi su vasta scala (solo a Miami Beach si contavano 90 000 posti letto). I contratti di affitto erano stipulati dallo United States Army Corps of Engineers, spesso con canoni di locazione economicamente svantaggiosi per i proprietari degli alberghi, clausole che imputavano alla proprietà il deprezzamento conseguente all'uso dei beni locati, e facoltà per l'amministrazione militare di risolvere il contratto dando un breve preavviso.
Nel dicembre 1943 le USAAF raggiunsero l'apogeo per il tempo di guerra nel numero di basi aeree, 783 negli Stati Uniti continentali.

#### Installazioni
| Tipo di infrastruttura                     | 7 dic 1941 | 31 dic 1941 | 31 dic 1942 | 31 dic 1943 | 31 dic 1944 | VE Day | VJ Day |
| Totale generale installazioni              | 181        | 197         | 1 270       | 1 419       | 1 506       | 1 473  | 1 377  |
| Basi principali                            | 114        | 151         | 345         | 345         | 377         | 356    | 344    |
| Basi satellite                             | -          | -           | 71          | 116         | 37          | 56     | 57     |
| Campi ausiliari                            | -          | -           | 198         | 322         | 309         | 291    | 269    |
| Campi aerei totali area CONUS              | 114        | 151         | 614         | 783         | 723         | 703    | 670    |
| Poligoni per bombardieri ed armi pesanti   | -          | -           | ignoto      | -           | 480         | 473    | 433    |
| Ospedali ed altre infrastrutture possedute | 67         | 46          | 29          | 32          | 44          | 30     | 30     |
| Scuole piloti in appalto                   | ignoto     | ignoto      | 69          | 66          | 14          | 14     | 6      |
| Locali amministrativi presi in affitto     | -          | -           | ignoto      | ignoto      | 79          | 109    | 103    |
| Hotel e appartamenti presi in affitto      | -          | -           | 464         | 216         | 75          | 75     | 75     |
| Scuole tecniche civili ed industriali      | -          | -           | 66          | 47          | 21          | 17     | 16     |
| Reparti addestrativi presso università     | -          | -           | 16          | 234         | 2           | 1      | 1      |
| Depositi logistici specializzati           | -          | -           | 12          | 41          | 68          | 51     | 43     |

| Location           | 31 dic 1941 | 31 dic 1942 | 31 dic 1943 | 31 dic 1944 | VE Day | VJ Day |
| Possedimenti USA   | 19          | 60          | 70          | 89          | 130    | 128    |
| Nord America       | 7           | 74          | 83          | 67          | 66     | 62     |
| Isole atlantiche   | 5           | 27          | -           | 20          | 21     | 21     |
| Sud America        | -           | 27          | 28          | 22          | 32     | 32     |
| Africa             | -           | 73          | 94          | 45          | 31     | 21     |
| Europa             | -           | 33          | 119         | 302         | 392    | 196    |
| Australia          | -           | 20          | 35          | 10          | 7      | 3      |
| Isole del Pacifico | -           | 21          | 65          | 100         | 57     | 56     |
| Asia               | -           | 23          | 65          | 96          | 175    | 115    |
| Totale all'estero  | 31          | 358         | 559         | 751         | 911    | 634    |

## Organizzazione ed equipaggiamento

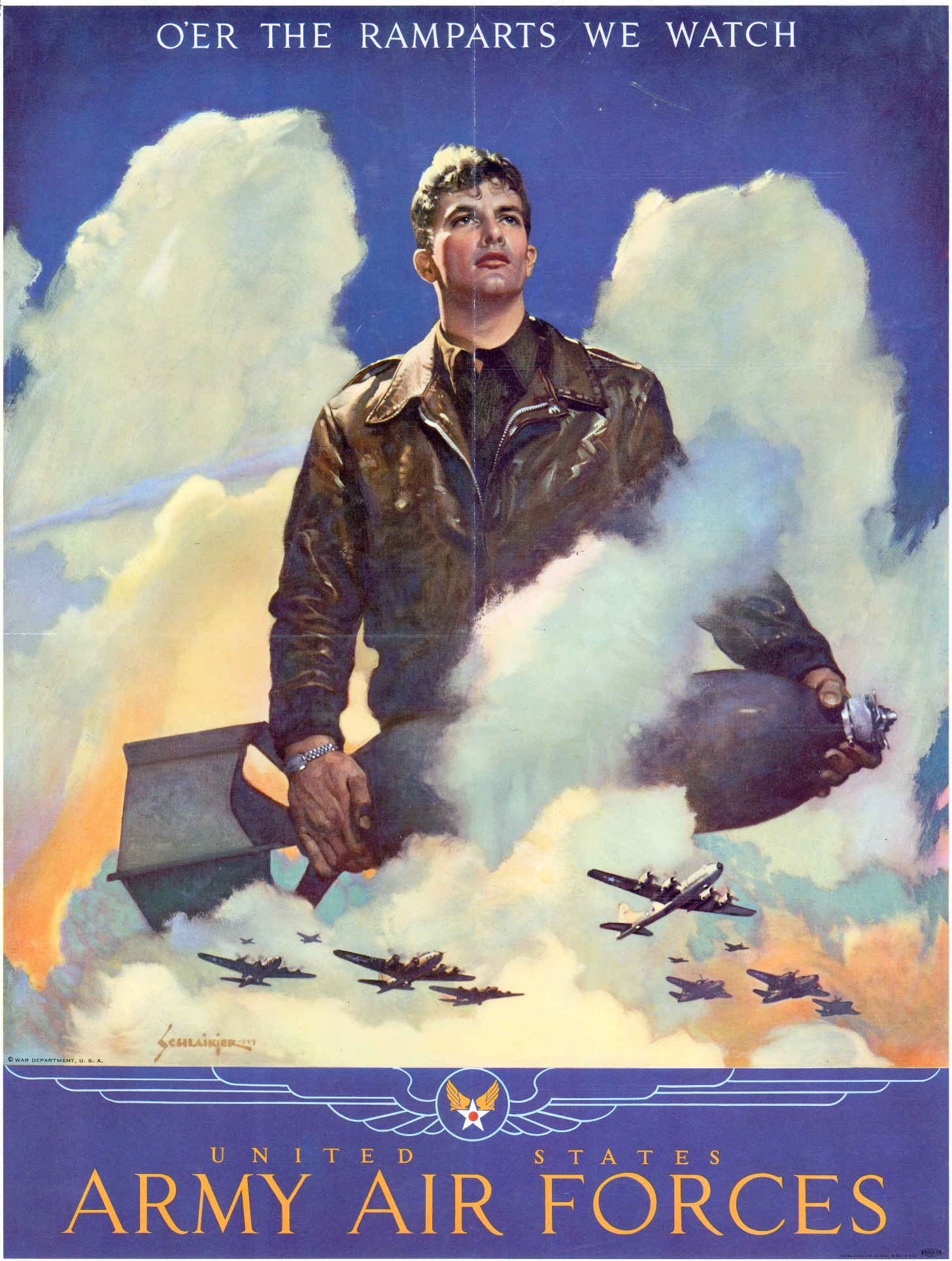
Propaganda per il reclutamento nelle USAAF.

### Struttura di comando
Verso la fine della seconda guerra mondiale, le USAAF avevano creato le loro 16 "forze aeree numerate" (curiosamente, dalla prima alla quindicesima; poi si "saltava" alla ventesima) distribuite nel mondo intero per condurre la guerra e difendere le Americhe, più una forza generale (Zone of the Interior) nell'area CONUS a supporto della complessiva struttura.
Parecchie forze aeree furono create ex novo accompagnando l'espansione del servizio durante la guerra. Alcune originarono dai precedenti comandi (ad esempio, la Eighth Air Force era originariamente l'VIII Bomber Command, e poi la sua designazione diventò United States Strategic Air Forces in Europe) contestualmente all'espansione numerico-organizzativa dei servizi operativi erogati, da cui derivava l'esigenza di strutture gerarchiche più elevate, quali le United States Strategic Air Forces (USSTAF) in Europa e le U.S. Strategic Air Forces in the Pacific per controllare il grandioso complesso bellico. Fu creato un livello organizzativo subordinato (il command) per coordinare partitamente, ai fini del controllo amministrativo, unità dalle funzioni simili (addetti ai "caccia" ed addetti ai bombardieri).
Vi erano poi otto divisions, che rappresentavano un livello di comando aggiuntivo di questa imponente organizzazione, ed avevano la capacità di agire in autonomia, quando le circostanze lo avessero richiesto. Le varie Air Forces e divisions cui abbiamo fatto cenno comprendevano quartier generali amministrativi denominati wings (stormi) e preposti al controllo dei groups (unità operative; verranno descritte in un'altra sezione). Parallelamente all'incremento numerico dei gruppi, si moltiplicò quello degli stormi necessari al loro controllo: ne furono attivati fino a 91, di cui 69 ancora in esercizio alla fine della guerra. Essendo parte dell'Air Service e dell'Air Corps, gli stormi erano stati in precedenza organizzazioni composite, nel senso che si componevano di gruppi con missioni differenti. La maggior parte degli stormi della seconda guerra mondiale, al contrario, erano composti da gruppi assimilabili funzionalmente (definiti come bombardment, fighter, reconnaissance, training, antisubmarine, troop carrier, replacement, o composite).

Un altro manifesto di propaganda: interessante l'erroneo uso della locuzione Air Force (al singolare, laddove è corretto al plurale).

Alcuni organismi di supporto, detti anche commands, rimasero sotto il controllo delle Headquarters Army Air Forces. Furono creati, o espansi da originarie organizzazioni di Air Corps, nel 1941 e nel 1942 per sostenere e rifornire le forze aeree numerate, a cui erano assegnate le unità operative.
Tali comandi erano:
- Antisubmarine Command (AC)
- Air Technical Service Command (ATSC)
- Air Transport Command (ATC)
- Army Air Forces Training Command (AAFTC)
- Personnel Distribution Command (PDC)
- Proving Ground Command (PGC)
- Troop Carrier Command (TCC)
- School of Applied Tactics (AAFSAT)

Benché ufficialmente l'arma aerea avesse assunto la denominazione di Army Air Forces, colloquialmente l'espressione Air Corps persisteva sia tra le persone comuni sia tra i veterani dell'aviazione, il cui settore rimaneva l'Air Coprs; inoltre, il singolare "Air Force" spesso faceva capolino nell'uso popolare, come riflesso dell'uso della locuzione "Air Force Combat Command" nel 1941-42. Questo uso improprio si affacciò perfino nei manifesti ufficiali pro reclutamento ed ebbe comunque la sua importanza nel favorire l'idea di un'Air Force intesa come servizio indipendente.

### Gruppi
Il componente principale delle Army Air Forces era il gruppo (group), un'organizzazione di tre o quattro squadriglie ed elementi di supporto terrestre organici od aggregati, e che costituiva approssimativamente un equivalente del reggimento delle forze di terra. Le Army Air Forces schierarono fino a 269 gruppi da combattimento durante la seconda guerra mondiale, con un picco di 243 gruppi impegnati in operazioni nel 1945. L'Air Service, ed il suo successore Air Corps avevano costituito 15 gruppi aerei da combattimento, che alla data del 1º gennaio 1940 avevano assunto le seguenti denominazioni:
- 1st Pursuit Group (Interceptor)[87][88]
- 2nd Bombardment Group (Heavy)[89][90]
- 3rd Bombardment Group (Light)[91][92]
- 4th Composite Group[93]
- 5th Bombardment Group (Medium)[94]
- 6th Bombardment Group (Medium)[95]
- 7th Bombardment Group (Heavy)[96]
- 8th Pursuit Group (Fighter)[97]

- 9th Bombardment Group (Medium)[98]
- 10th Transport Group[99]
- 16th Pursuit Group (Interceptor)[99]
- 17th Pursuit Group[99]
- 18th Pursuit Group (Interceptor)[100]
- 19th Bombardment Group (Heavy)[101]
- 20th Pursuit Group (Fighter)[102]

Con la creazione delle forze militari a partire dal primo febbraio 1940, l'Air Corps si espanse da 15 a 30 gruppi. Nel momento in cui gli USA entrarono in guerra, il numero dei gruppi era arrivato a 67, però metà di loro non avevano ultimato il processo organizzativo e non erano idonei al combattimento. Di questi 67 gruppi (completi o in via di perfezionamento), 26 erano da bombardamento: 13 gruppi Heavy Bomb (bombardamento pesante) (B-17 Flying Fortress e B-24 Liberator), ed il resto gruppi Medium e Light (leggeri) (B-25 Mitchell, B-26 Marauder e A-20 Havoc). 26 erano gruppi Pursuit (inseguimento, ribattezzati "gruppi caccia" nel maggio 1942), 9 erano gruppi Observation (rinominati Reconnaissance - ricognizione) e 6 gruppi Transport (che presero il nome di Troop Carrier o Combat Cargo).
Le Army Air Forces subirono una rapida espansione nel primo semestre 1942. La struttura addestrativa disponibile in quel periodo era inadeguata per la formazione di interi reparti, talché si adottò un concetto di addestramento a cascata: istruire nelle scuole militari i quadri che a loro volta avrebbero funto da istruttori nelle rispettive unità di assegnazione. L'Army Air Forces School of Applied Tactics (AAFSAT) fu fondata il 9 ottobre 1942, per fornire l'addestramento. All'inizio del 1944 c'erano 269 gruppi. 136 furono rischierati all'estero, e si iniziò ad organizzare ed addestrare per l'impiego all'estero 77 di quelli che rimanevano ancora negli Stati Uniti. Gli altri 56 svolgevano i ruoli di unità addette alla difesa, di Operational Training Units (OTUs) dedite alla preparazione di nuove unità da combattimento, e di Replacement Training Units (RTUs) per addestrare il personale che sarebbe intervenuto a colmare carenze organiche individuali.
All'inizio del 1944, tutto l'addestramento venne affidato alle unità di stanza nelle basi, e le OTUs e RTUs cessarono di operare, con una riduzione del numero dei gruppi, divenuti 218. Tuttavia, con la formazione ed il dispiegamento dei restanti 25 gruppi, le USAAF crebbero fino alla loro configurazione finale e al momento dello sbarco in Normandia (giugno 1944) 148 gruppi da combattimento lottavano contro la Germania. Verso l'agosto 1945, quando terminarono tutte le operazioni belliche, erano stati schierati 86 gruppi nel Pacifico ed estremo Oriente, ed il resto delle forze era impegnato in servizi di occupazione in Europa o stava per essere rischierato negli Stati Uniti.

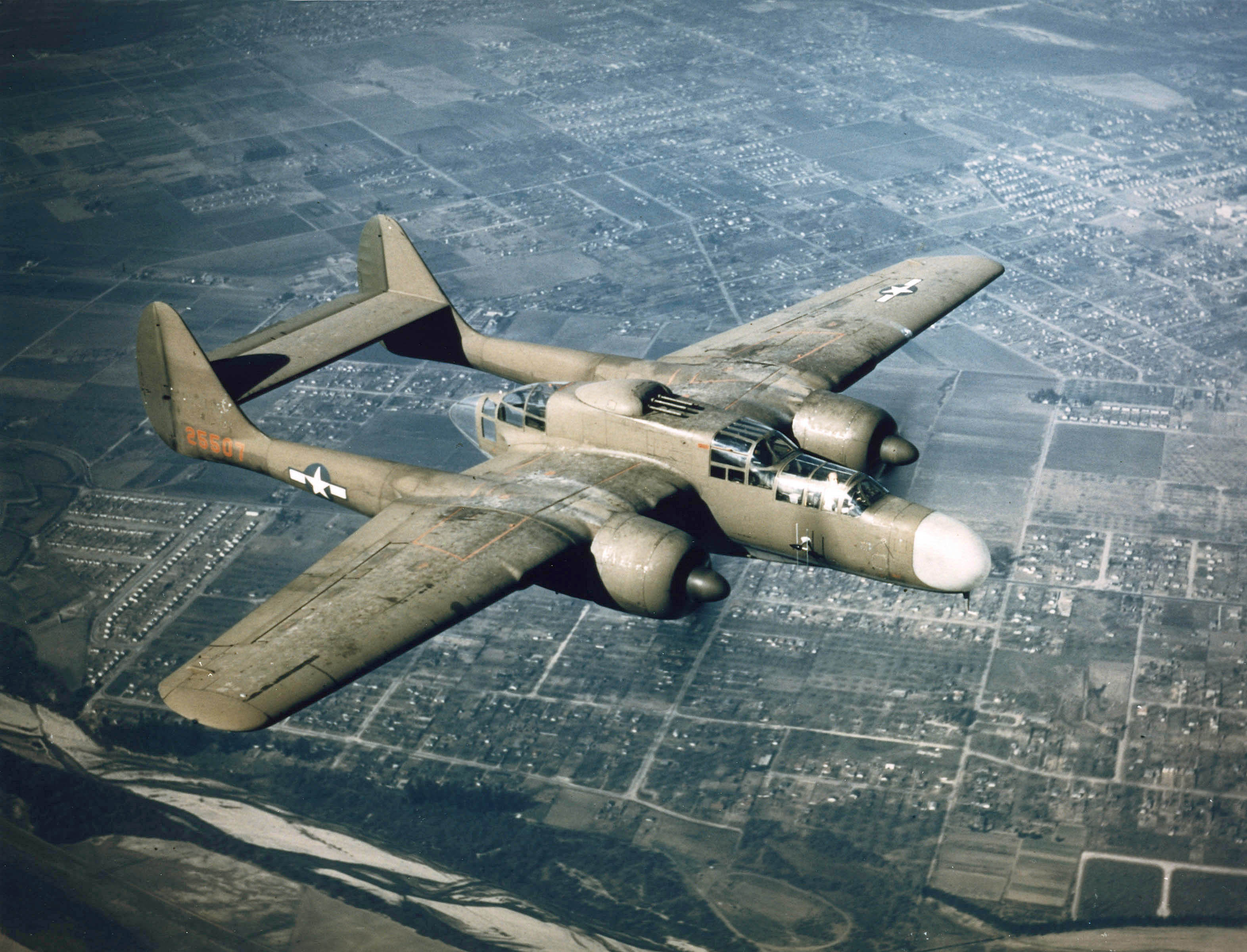
Il Northrop P-61 Black Widow, un famoso caccia notturno

Quando furono effettivamente impiegati in azione i bombardieri del tipo B-29 Superfortress, nella struttura USAAF furono implementate unità definite Very Heavy Bombardment ("bombardamento molto pesante"). Nel febbraio 1945, nella loro definitiva struttura organizzativa, le USAAF mettevano in campo 243 gruppi da combattimento, e precisamente:
- 25 gruppi di bombardieri Very Heavy, 72 Heavy, 20 Medium, e 8 Light;[83]
- 71 gruppi di caccia;[83][107]
- 29 gruppi da trasporto (Troop Carrier e Combat Cargo);[83][108]
- 13 Reconnaissance groups[83] (ricognitori);
- 5 Composite groups.[83][109]

Dal 7 dicembre 1941 (attacco di Pearl Harbor) al settembre 1945 furono attivi 1226 squadriglie da combattimento USAAF. Nel 1945 rimasero attivi 937 squadriglie, di cui 872 assegnati ai vari gruppi. 65 squadriglie, per lo più costituiti da ricognitori e caccia notturni, non furono assegnati a gruppi, ma formarono speciali unità autonome alle dipendenze di superiori livelli gerarchici.

### Aerei

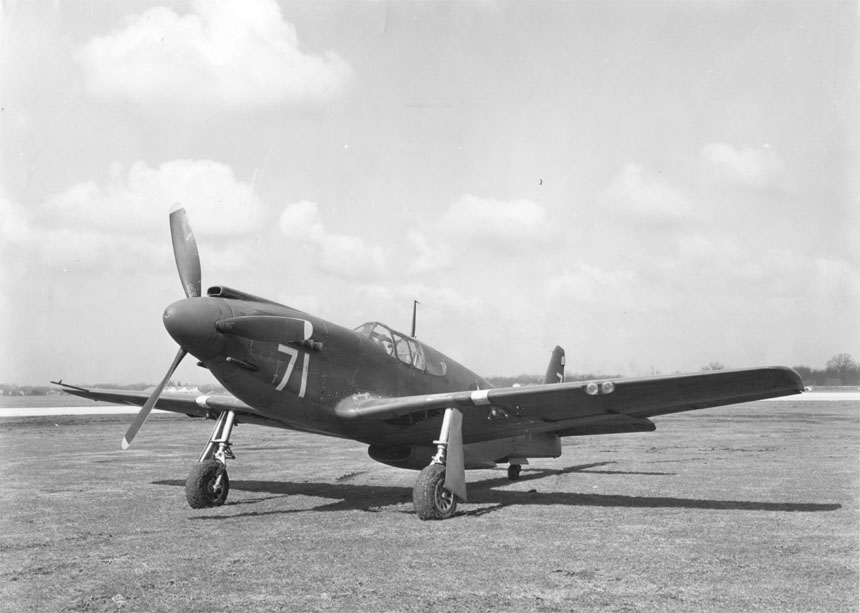
North American A-36 Apache/Invader

Le USAAF utilizzarono un'estesa varietà di velivoli per adeguarsi all'ampio ventaglio di missioni demandate; annoveravano pure diversi modelli obsoleti (retaggio dell'era Air Corps), con quindici designazioni di tipi.
Quello che segue è un elenco dei tipi di aereo più diffusi nel repertorio USAAF, o di quelli che furono effettivamente usati in combattimento. Alcune varianti, comprese ad esempio quelle adattate al ruolo di foto-ricognizione (contraddistinte dalla sigla "F" nella codifica ufficiale), possono essere registrate e descritte nelle voci particolari che trattano i vari mezzi. Molti aeromobili, e segnatamente quelli da trasporto e da addestramento, vantano numerose denominazioni, conseguenti a differenti dotazioni di propulsori.

#### Bombardieri/cacciabombardieri

P-51 Mustang appartenenti al 361st Fighter Group, 1944

- A-20 Havoc
- A-24 Banshee
- A-26 Invader
- A-36 Apache
- B-17 Flying Fortress
- B-18 Bolo
- B-24 Liberator
- B-25 Mitchell
- B-26 Marauder
- B-29 Superfortress
- B-32 Dominator
- B-34 Ventura

#### Caccia

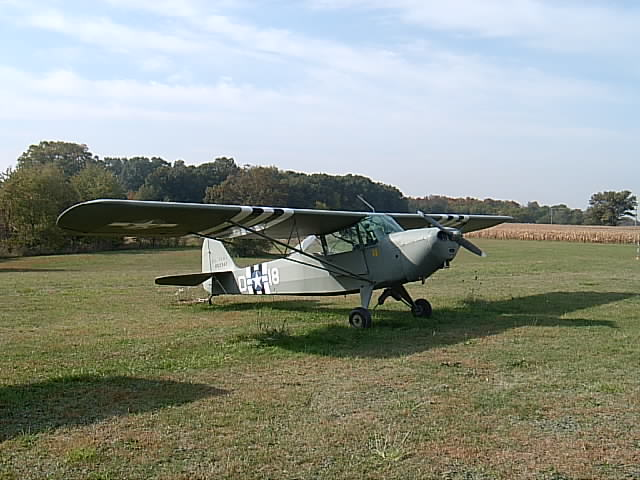
Un L-2 con le insegne USAAF

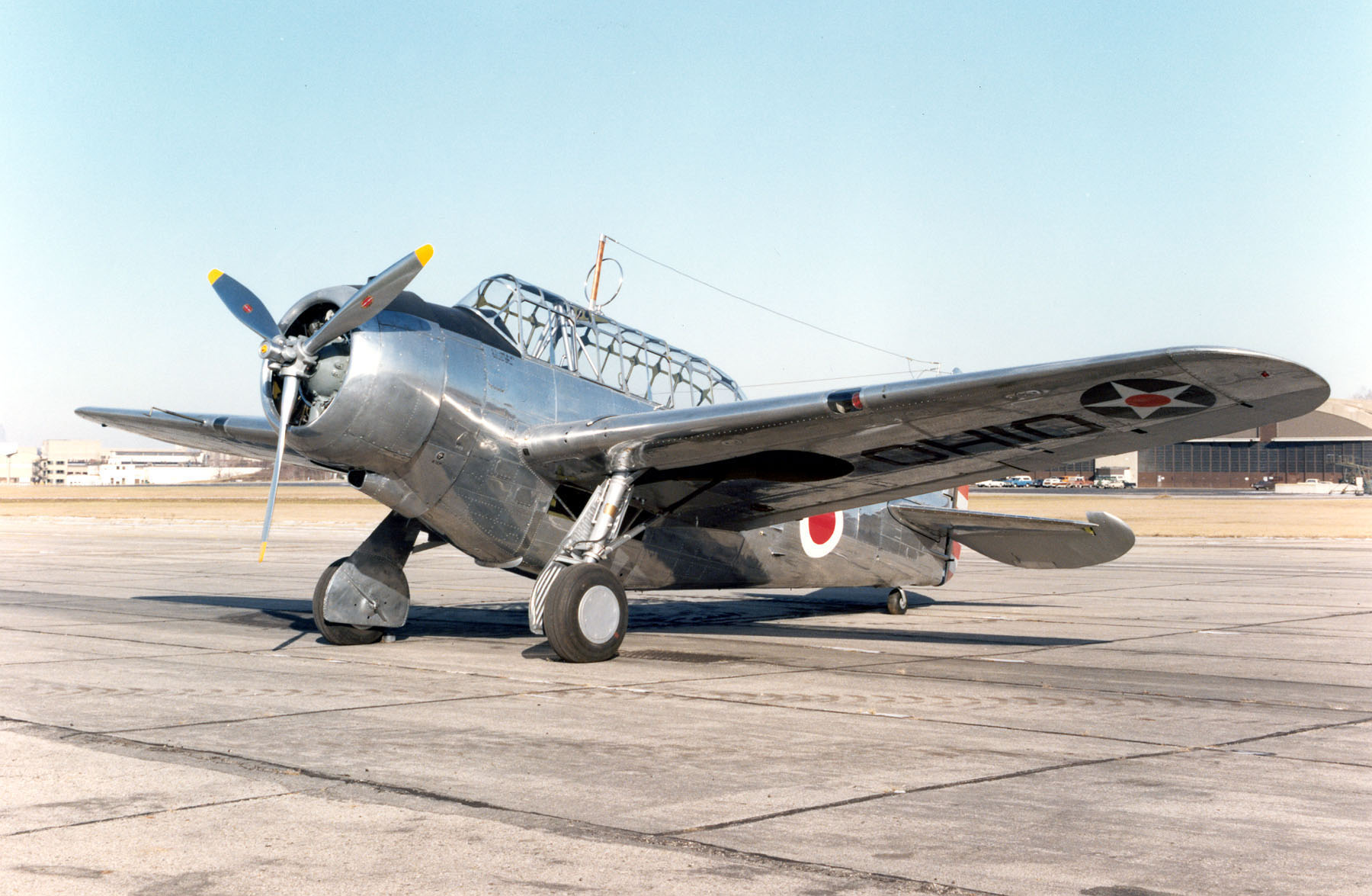
North American O-47

- P-35
- P-36 Hawk
- P-38 Lightning
- P-39 Airacobra
- P-40 Warhawk
- P-47 Thunderbolt
- P-51 Mustang
- P-59 Airacomet
- P-61 Black Widow
- P-80 Shooting Star
- Supermarine Spitfire[113]
- Bristol Beaufighter[114]

#### Osservazione

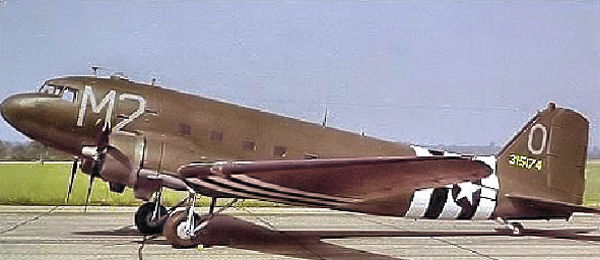
Velivolo da trasporto C-47

- O-47
- O-57, poi L-2 Grasshopper
- O-58, poi L-3 Grasshopper
- O-59, poi L-4 Grasshopper
- O-62, poi L-5 Sentinel
- de Havilland Mosquito

#### Trasporto

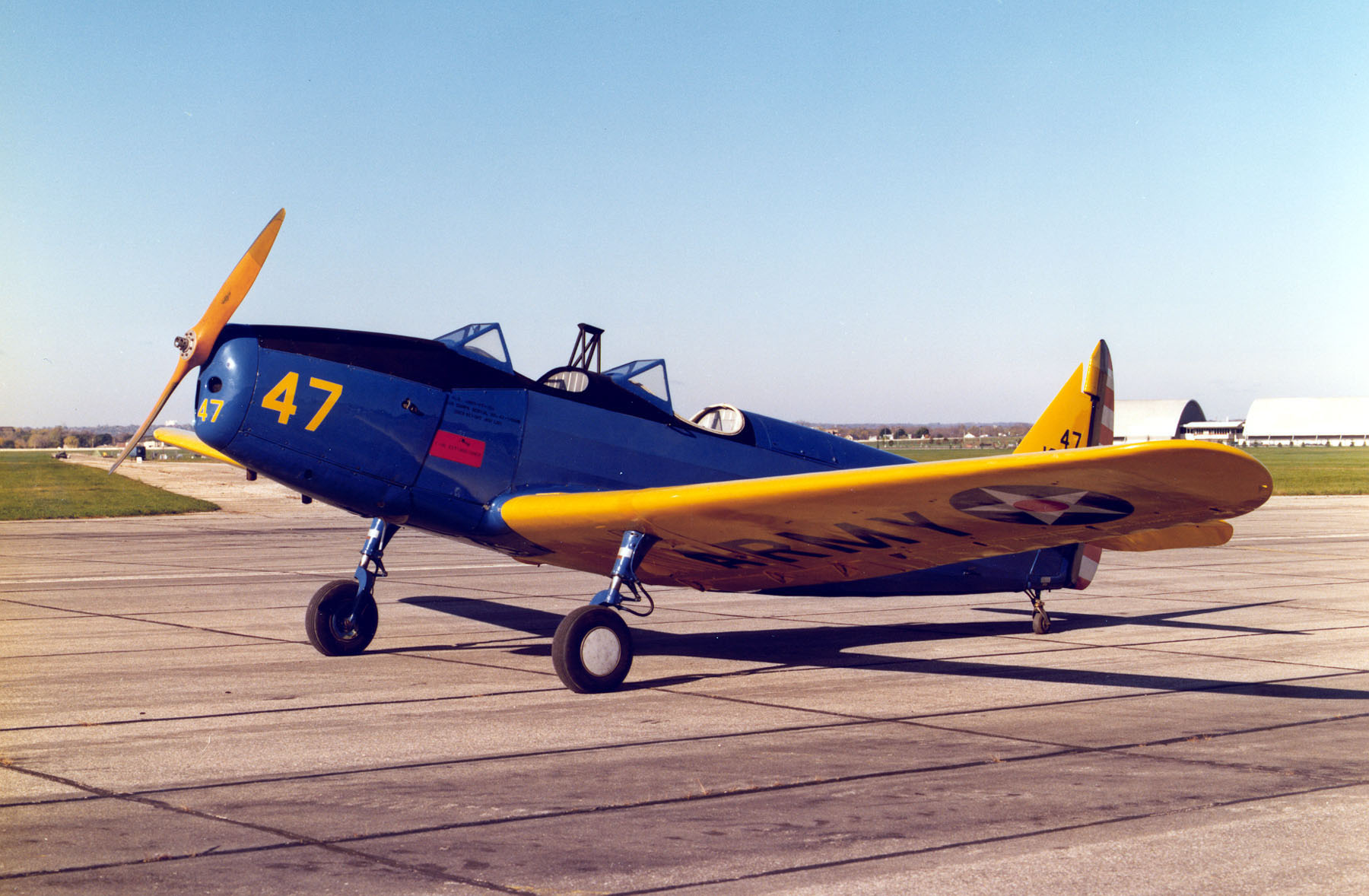
Aereo da addestramento PT-19

- C-45 Expeditor
- C-46 Commando
- C-47 Skytrain
- C-54 Skymaster
- C-56 Lodestar

#### Addestratori

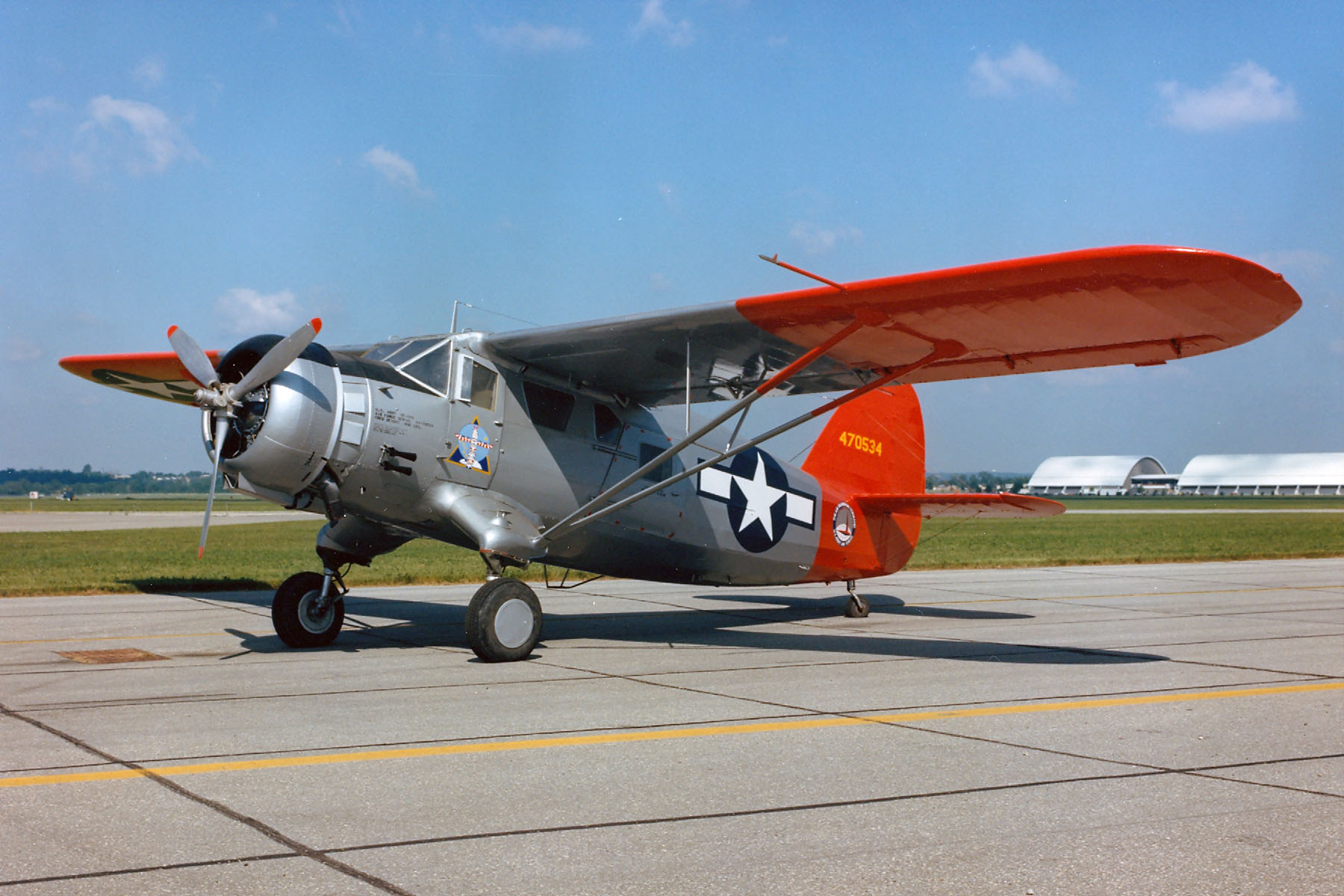
UC-64 Norseman

- AT-6 Texan
- AT-11 Kansan
- AT-18 Hudson
- AT-17 Bobcat
- AT-21 Gunner
- BT-13 Valiant
- PT-13 Kaydet
- PT-16
- PT-19

#### Supporto, soccorso ed alianti
- UC-43 Traveler
- UC-61 Argus
- UC-64 Norseman
- UC-72
- UC-78 Bobcat
- Airspeed Oxford
- OA-10 Catalina
- CG-4 Waco
- Airspeed Horsa

#### Elicotteri
- R-4 Hoverfly

## Impatto della Seconda guerra mondiale

### Pianificazione strategica
- 13 agosto 1941: produzione elettrica (AWPD-1)
- 6 settembre 1942: infrastrutture U-Boot (AWPD-2)[115]
- 3 settembre 1944: offensiva del petrolio[116]
- 5 gennaio 1945: aerei a reazione[117]

Il 13 agosto 1941, la Air War Plans Division delle USAAF enunciò il proprio piano per una strategia aerea globale, AWPD-1. Conosciuto ufficialmente come Annex 2, Air Requirements to The Victory Program, un piano di stime strategiche che coinvolgeva l'intero ambiente militare statunitense, lo scritto fu preparato in armonia con le linee strategiche tracciate al principio dello stesso anno nell'accordo ABC–1 intercorso con il Commonwealth delle nazioni e con il piano USA denominato Rainbow 5. I suoi dati di stima, malgrado errori di pianificazione da carenza di informazioni accurate sulle condizioni meteorologiche e sul grado d'impegno economico tedesco nella guerra, presentavano un'approssimazione del 2% delle unità e del 5,5% del personale rispettivamente mobilitati nella fase culminante, e preconizzavano esattamente l'intervallo temporale in cui l'invasione Alleata dell'Europa avrebbe avuto luogo.

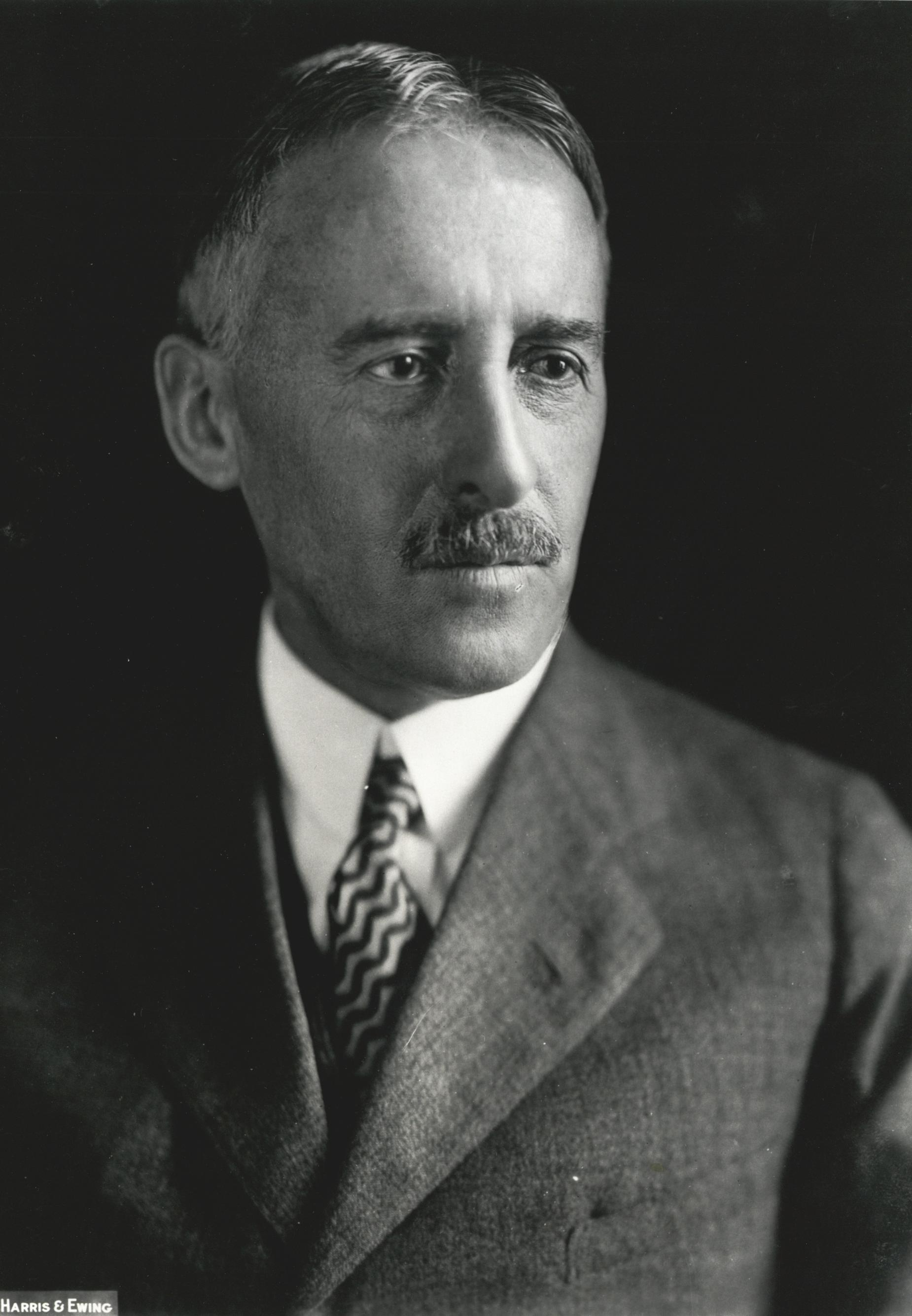
Henry Stimson nel 1929

L'AWPD-1 richiedeva una difesa aerea dell'emisfero occidentale, una difesa strategica contro il Giappone nel Pacifico, ed il bombardamento strategico della Germania tramite 6 800 bombardieri, identificando 154 obiettivi chiave dell'infrastruttura economica tedesca che esso considerava vulnerabili ad una campagna di bombardamento sostenuta. Una previsione d'impiego di 7 500 aerei, compresi gli intercontinentali B-36 (all'epoca ancora in fase di sviluppo), era ampiamente fuori portata pratica per l'industria americana, e quindi fu inserito nell'AWPD-1 un piano provvisorio di attacco alla Germania con 3 800 bombardieri.
AWPD-1 fu approvato dal generale George Mashall e dal Secretary of War Henry Stimson nel settembre 1941. Sebbene la guerra fosse iniziata prima che il piano potesse essere presentato a Roosevelt, divenne la base per impostare la produzione di aerei ed i requisiti di addestramento durante la guerra, ed il concetto di un'offensiva con bombardieri strategici contro la Germania divenne linea politica per il governo USA, in conformità con i capisaldi politico-strategici affermati in Rainbow 5, come il solo mezzo a disposizione degli Stati Uniti per estendere la guerra sul suolo tedesco.
Nel 1942 Roosevelt richiese una revisione dei requisiti aeronautici proposti. L'AWPD-42 fu presentato il 6 settembre 1942, e sebbene mai accettato dall'U.S. Navy, le sue stime rivedute (vennero raddoppiati i requisiti di produzione portandoli a quasi 150 000 velivoli di tutti i tipi, compresi quelli della marina e le esportazioni agli alleati) guidarono l'amministrazione Roosevelt nel 1943. La stima fu poi ridotta a 127 000, di cui 80 000 erano aerei da combattimento.
Come il suo predecessore, l'AWPD-42 esponeva un piano strategico per il bombardamento diurno della Germania per opera di bombardieri pesanti senza scorta, ma comprendeva altresì un piano simile per attacchi sul Giappone. Sfortunatamente, il comando bombardieri B-17 dell'U.S. Eighth Air Force aveva messo a segno appena sei missioni quando fu delineato l'AWPD-42, ed il precedente errore di AWPD-1 (ignorare la necessità e la praticabilità di scorte di caccia a lungo raggio) fu ripetuto.
Entrambi i piani implicavano la distruzione dell'aeronautica militare tedesca come requisito propedeutico alle campagne contro obiettivi economici prioritari. AWPD-1 fissò quattro categorie di bersagli in ordine di priorità: impianti di produzione elettrica, trasporti interni, produzione di petrolio e Berlino; AWPD-42, invece, modificò le priorità, mettendo al primo posto i cantieri degli U-Boot, poi i trasporti, la produzione elettrica, la produzione di petrolio e la produzione di gomma.

### Riepilogo delle operazioni
Ecco il riepilogo delle operazioni di USAAF durante la seconda guerra mondiale, dalle autorevoli parole dell'Air Force Historical Studies Office:
fu di monito per i capi delle AAF nei dibattiti del dopoguerra sull'unificazione delle forze armate e la strategia nazionale.»

### Riepilogo statistico della seconda guerra mondiale
Le USAAF subirono il 12% delle perdite umane in battaglia registrate dallo US Army (936 000 caduti complessivi). Più di 90 000 avieri morirono in servizio (52 173 uccisi in azione e 37 856 morti al di fuori delle battaglie, tra cui 13 093 in incidenti di volo). Solo le Army Ground Forces lamentarono un più alto sacrificio di vite. 63 209 membri delle USAAF rimasero feriti in azione e più di 21 000 divennero prigionieri di guerra. Rapportati al loro organico, i decessi rappresentarono il 5,1%, contro il 10% del resto dell'esercito.
Il numero totale di velivoli perduti nella seconda guerra mondiale dalle USAAF nel periodo 1941-'45 è stato 65 164 — di cui 43 581 all'estero e 21 583 in "area CONUS"; gli aerei perduti in combattimento (in ogni parte del mondo) furono 22 498, con 18 418 ammanchi in teatri di guerra anti-germanica, e 4 530 che riguardavano il Pacifico. Le USAAF poterono attribuirsi la distruzione di 40 259 aerei nemici, di cui 29 916 tedeschi (e relativi alleati europei) e 10 343 nel Pacifico.
Il costo della guerra per quanto attiene alle USAAF fu circa 50 miliardi di dollari, ossia circa il 30% del costo di tutto il War Department, con erogazioni di contante da stanziamenti diretti (tra il luglio 1942 e l'agosto 1945) di $ 35 185 548 000.
Le missioni operative svolte dalle AAF nella seconda guerra mondiale furono 2 532 800, di cui 1 693 565 in Europa (e zone strategicamente pertinenti) e 669 235 nel Pacifico o in estremo Oriente.

### Smobilitazione e indipendenza della forza aerea
Con la sconfitta del Giappone, tutto l'apparato militare statunitense iniziò immediatamente una drastica smobilitazione, come aveva fatto al termine della prima guerra mondiale. La smobilitazione si abbatté sulle USAAF almeno con la stessa forza con cui aveva colpito i servizi più vecchi. Furono congedati quadri e truppa, le installazioni vennero chiuse, gli aerei ricoverati in depositi o venduti. Tra agosto 1945 e aprile 1946, la loro forza precipitò da 2,25 milioni di uomini a 485 000; un anno dopo, scese ulteriormente a 304 000. L'elenco degli aerei si accorciò da 79 000 a meno di 30 000. Le installazioni permanenti si ridussero da 783 a 177, appena 21 più del periodo pre-bellico.
Nel luglio 1946, le Army Air Forces avevano solo due gruppi pronti per il combattimento, superstiti di una lista di 52 unità attive. Fu così prefigurata una forza di 70 gruppi, l'organico di pace autorizzato, con la riserva e la guardia nazionale a disposizione per il richiamo in servizio attivo nel caso di emergenza. Tuttavia una notevole opposizione alla permanenza di consistenti forze militari in tempo di pace, ed all'onere finanziario di un assetto di quel genere, determinò un taglio alla pianificazione, che si fermò a 48 gruppi.

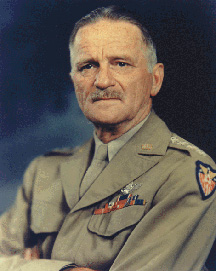
Il generale Carl Andrew Spaatz

Nel febbraio 1946, il generale Arnold dovette congedarsi per motivi di salute prima di aver potuto raggiungere il traguardo d'indipendenza delle USAAF, in modo che avessero pari dignità con esercito e marina. Il generale Carl Andrew Spaatz sostituì Arnold come il solo altro comandante generale delle USAAF, e presiedette sia alla smobilitazione della più grande forza aerea della storia militare sia alla sua rinascita secondo la visione dei generali Billy Mitchell
ed Arnold.
Arnold lasciava alle USAAF due importanti eredità, basate sulle sue esperienze nella seconda guerra mondiale, che segnarono le USAAF e quella che ne sarà la prosecutrice. La prima era l'esigenza che la squadra di comando del servizio comprendesse ufficiali di collegamento di varie esperienze, al di là dei soli piloti. La seconda era il convincimento che al di là dell'incontrovertibile successo dei metodi addestrativi che avevano accompagnato l'espansione delle Air Forces, gli Stati Uniti non avrebbero più avuto il tempo di mobilitare e formare i componenti della riserva come era avvenuto nel 1940; da ciò scaturiva la (paradossale) necessità che riservisti e Guardia Nazionale fossero immediatamente pronti al servizio in caso di emergenza nazionale.
Spaatz, dal canto suo, si consultò strettamente con il nuovo Army Chief of Staff, generale Dwight D. Eisenhower, e riorganizzò le USAAF in tre comandi principali (Strategic Air Command, Tactical Air Command,
ed Air Defense Command)
che non avrebbero richiesto una seconda ristrutturazione una volta che la forza aerea fosse divenuta indipendente (l'odierna USAF). Ristrutturò anche le componenti della riserva per conformarsi ai concetti di Arnold, compresa la creazione dell'Air National Guard
nell'aprile del 1946.
Seguendo l'immensa espansione in infrastrutture per l'aviazione ed in personale durante la guerra, ed a titolo di riconoscimento della nuova terribile importanza e forza dell'arma aerea, il presidente Harry S. Truman creò il Department of the Air Force nel 1947. Questa legislazione rinominò l'arma azzurra come United States Air Force, elevandola ad un ramo completamente separato delle forze armate USA. L'originaria impostazione dei ruoli del servizio, Executive Order 9877, fu soppiantata il 21 aprile 1948, con l'approvazione da parte del presidente Truman del Key West Agreement,
che tracciava le risorse aeree che ciascuno servizio sarebbe stato autorizzato a mantenere. L'Air Force si vide assegnare il nucleo portante delle dotazioni aeree strategiche, tattiche e di trasporto, ma la materia rimase un "pomo della discordia" fino a buona parte degli anni cinquanta.

## Cultura delle USAAF

### Uniformi

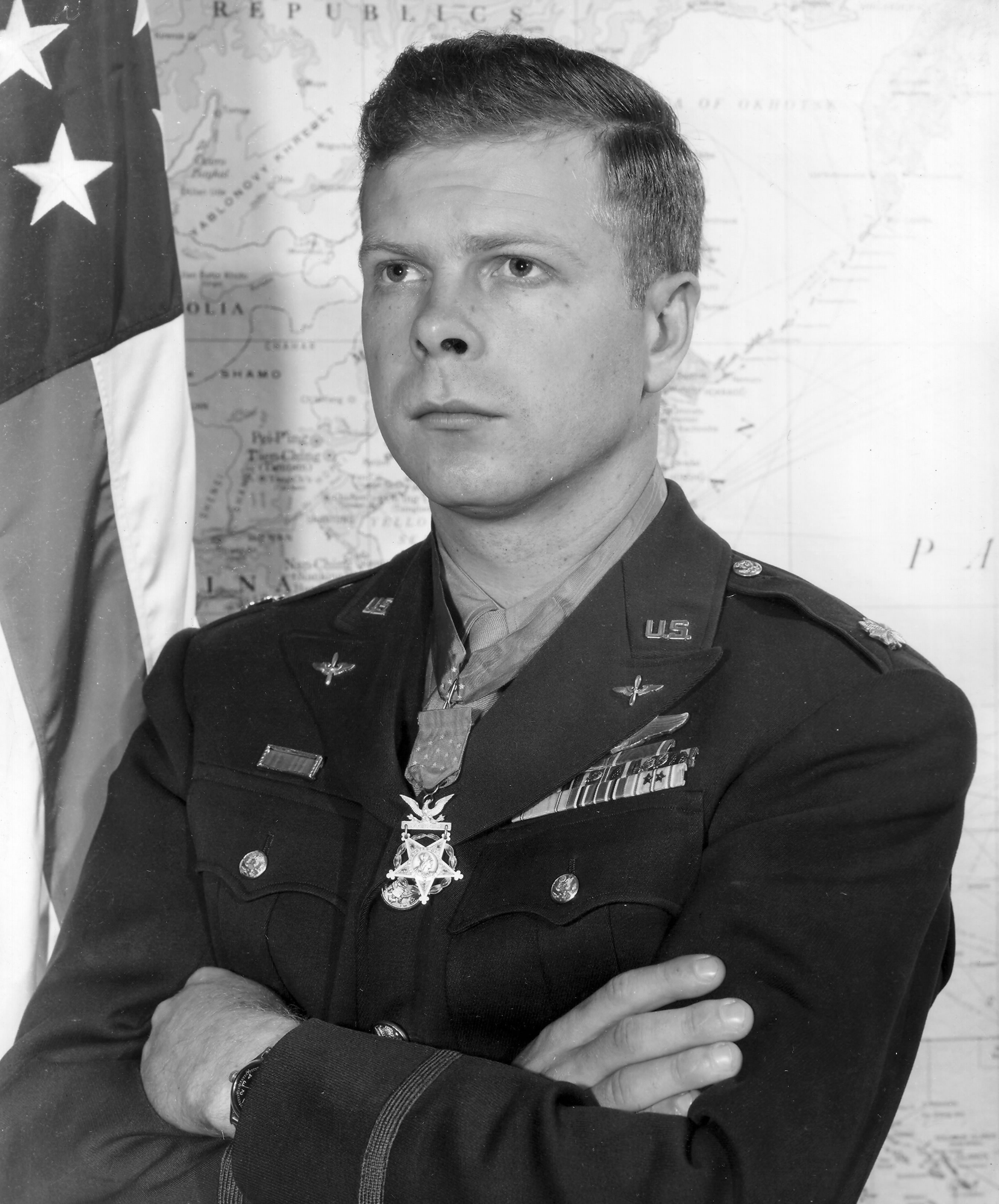
Il maggiore Richard Bong indossa l'Officer's No. 1 Service Dress

I membri delle USAAF portavano un'uniforme di servizio in saia di lana molto simile a quella delle altre forze US Army, con poche modifiche. Gli ufficiali vestivano un'uniforme di servizio chiamata "No. 1", di colore olive drab con la "shade No. 51" (ombreggiatura scura), soprannominata "greens", mentre il personale di truppa usava la divisa "Class A" sempre olive drab, ma nella sfumatura "shade No. 54" (ombreggiatura chiara). Nel servizio interno, gli ufficiali per lo più, malgrado che fosse autorizzato l'uso di calzoni nell'ombreggiatura più chiara, portavano pantaloni cachi in cotone chino oppure in lana, che davano una dominanza cromatica rosacea in contrasto con l'ombreggiatura scura No. 51, dal che scaturiva il nomignolo pinks and greens per detta combinazione. Il personale di stanza in Europa era autorizzato a vestire una sorta di corta giacca-giubbetto di lana (shade No. 54 (light OD) M-1944 short dress jacket), soprannominata Ike jacket, in luogo della giubba di lunghezza regolare della divisa ordinaria.

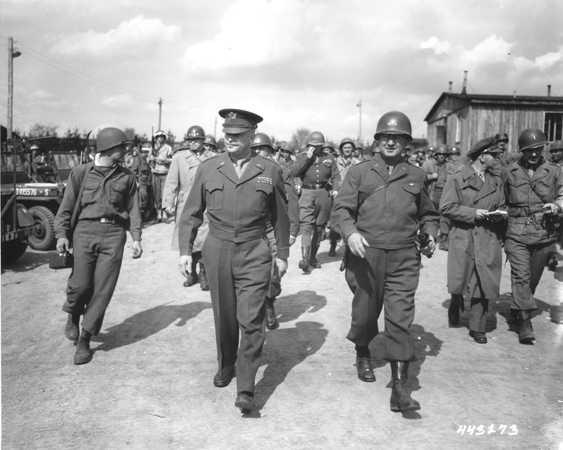
Il generale Eisenhower ("Ike") a Buchenwald nel 1945: indossa un berretto rigido ed il famoso giubbetto corto che prenderà popolarmente il suo stesso nomignolo.

Le camicie, per il personale di qualunque grado, erano o cachi shade No. 1, (variante chiara); shade No. 33 olive drab (variante scura in lana), o in cotone shade No. 50 (variante chiara).
Le cravatte erano degli stessi colori. Le tenute estive e tropicali per tutti i gradi erano cachi. I capi in pelle, scarpe comprese, erano di color rossiccio, e le USAAF divennero note come le "Brown Shoe Air Force" da quando la United States Air Force raggiunse lo status di servizio indipendente.

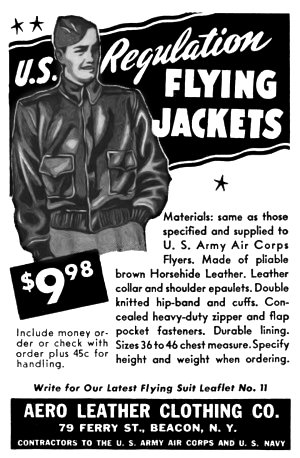
La "A-2 Flight Jacket"

I copricapo delle uniformi di servizio erano di due tipi, simili a quelli delle forze terrestri dell'esercito, "olive drab" per l'inverno, cachi per l'estate. La bustina, tra gli aviatori comunemente chiamata "berretto da volo", era stata autorizzata per tutti i gradi dai primi anni '30 per favorire l'impiego delle cuffie radiotelefoniche durante le missioni di volo. Il berretto di servizio ovale era munito di un congegno irrigidente a molla, detto grommet (una sorta di cerchio elastico per mantenere la foggia del copricapo) e prima della seconda guerra mondiale i regolamenti sulle uniformi autorizzavano gli ufficiali a rimuovere il "grommet" per consentire l'uso delle cuffie. Questa "moda" divenne assai popolare durante la seconda guerra mondiale poiché distingueva il veterano di combattimenti, tanto che si diceva "un cappello 50-mission crush".
La tenuta di volo variava ampiamente a seconda dei teatri operativi e dei tipi di missione. Fin dal 1928 dall'AAC fu adottato materiale aviatorio innovativo: abiti, stivali, caschi in pelle, occhiali e guanti; di tutto ciò, quanto meno un "articolo", la tenuta di volo "Type A-3", fu mantenuto in servizio fino al 1944. Comunque, la A-2 Flight Jacket, divenuta un capo d'ordinanza nel 1931, divenne uno dei più noti simboli dell'USAAF. Realizzate in cuoio marrone foca con fodera beige in cascame di seta, tali giacche erano dotate di colletto da ufficiale da portare "in verticale" (a differenza dei normali reveres delle giacche, sia civili, sia di uniformi), spalline, polsini e "girovita" in maglia di tessuto, chiusura "zip", ed insegne di reparto. L'abbigliamento pesante — giacche da pilota B-3 e B-6 foderate in "montone" (inteso come materiale per confezioni d'abbigliamento), calzoni invernali A-3, e berretti "da mitragliere" B-2; il tutto in shearling (è una varietà pregiata di "montone", nel senso appena precisato) marrone foca — si rivelò inadeguato per le gelide temperature delle missioni ad altissima quota in velivoli non pressurizzati, e fu pertanto integrato da diverse tute da volo "monopezzo" riscaldate elettricamente, prodotte dalla General Electric.
Le uniformi USAAF erano soggette ai regolamenti dell'esercito (Army Regulations, AR), e segnatamente all'AR 600-40, che autorizzava il porto di emblemi, distintivi ed insegne sull'uniforme. I distintivi e le insegne autorizzati saranno trattati in separate sezioni. Per le vaste dimensioni del servizio, si verificò certamente una certa fioritura di varianti "fatte in casa" rispetto all'ufficialità di emblemi, distintivi ed insegne, e naturalmente vi furono, tra gli effettivi, esempi di soluzioni estetiche non autorizzate, specie nelle unità da combattimento dislocate all'estero.

### Distintivi
Fonte:
Per denotare lo speciale addestramento e le qualifiche necessari ai membri dell'USAAF, durante la seconda guerra mondiale erano autorizzati i seguenti distintivi militari (ufficialmente denominati badges, ma familiarmente e quasi universalmente chiamati wings, ossia "ali").
- Aerial Gunner Badge
- Aircraft Observer Badge
- Aircrew Badge
- Army Air Force Technician Badge
- Airship Pilot Badge
- Balloon Observer Badge
- Balloon Pilot Badge
- Bombardier Badge
- Command Pilot Badge
- Flight Engineer Badge
- Flight Instructor Badge
- Flight Nurse Badge
- Flight Surgeon Badge
- Glider Pilot Badge
- Liaison Pilot Badge
- Navigator Badge
- Pilot Badge
- Senior Balloon Pilot Badge
- Senior Pilot Badge
- Service Pilot Badge
- Technical Observer Badge

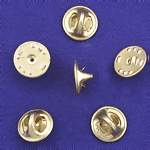
Le spille-rivetto dette "bunch-clutch"

- Women Airforce Service Pilots (WASP) Badge

Questi distintivi di qualificazione aeronautica erano tipicamente indossati nella misura "grande" da tre pollici (76 mm) sull'uniforme di servizio o da volo, ma erano anche autorizzate versioni da due pollici (soprannominate sweetheart wings) per la meno formale camicia. I distintivi erano per lo più in argento sterling, o in bagno d'argento, ed erano applicati alle uniformi con varie soluzioni. Si usavano infatti le tradizionali spille di sicurezza, ma poi si passò anche alle spille "maschio-femmina" del tipo mostrato nell'illustrazione sopra. Molti distintivi USAAF della seconda guerra mondiale divennero obsoleti, essendo stati rimpiazzati da linee più moderne, e di conseguenza non furono più autorizzati sulle uniformi dopo il 1955.

### Insegne di reparto
Le prime insegne di reparto (da portare sulla parte alta della manica delle uniformi, in corrispondenza della spalla) autorizzate per l'Air Corps furono quelle per la General Headquarters Air Force, approvate il 20 luglio 1937. Questo emblema, consistente in un triscele blu sovrapposto ad un cerchio dorato, fu mantenuto anche dopo che, il 20 giugno 1941, la GHQ Air Force si era trasformata in Air Force Combat Command. Il 23 febbraio 1942, vi fu la sostituzione dello stemma della GHQ Air Force con quello dell'AAF ("Hap Arnold Emblem"). La "toppa" da applicare alla manica era opera di un membro della squadra di Arnold, James T. Rawls, e s'ispirava al gesto "V come vittoria" (V sign), reso famoso da Winston Churchill.
L'uso dei contrassegni in questione fu autorizzato per i membri delle forze aeree numerate stanziate all'estero il 2 marzo 1943, e per le rimanenti forze aeree il successivo 25 giugno. La già ricordata disposizione AR 600-40, "Wear of the Service Uniform" ("porto dell'uniforme di servizio") circoscrisse pertanto l'uso degli stemmi applicati sulla manica alle sedici forze aeree (cosiddette numerate). Il Quartermaster Corps, autorità competente per la progettazione e la fornitura di tutte le insegne autorizzate, non permise nuovi simboli per le AAF fino al 28 luglio 1945, quando fu consentito ai membri dei vari comandi il porto di specifici command arcs (delle strisce di stoffa sagomate ad arco) sopra le insegne AAF.
(I simboli delle 16th, 17th, 18th e 19th Air Forces non compaiono in prosieguo poiché si trattava di organizzazioni istituite dopo la seconda guerra mondiale, pertanto si è ritenuto che esulassero dal tema di questa voce. )

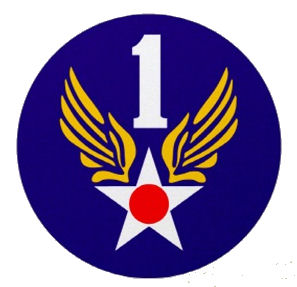
First Air Force Nordest USA
Second Air Force Nordovest USA
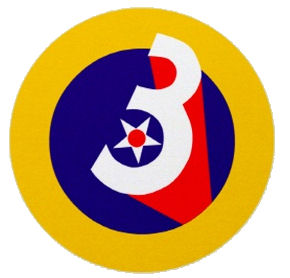
Third Air Force Sudest USA
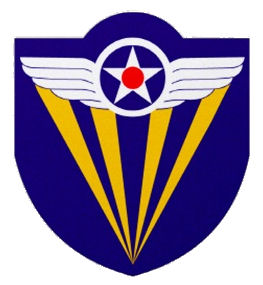
Fourth Air Force Sudovest USA
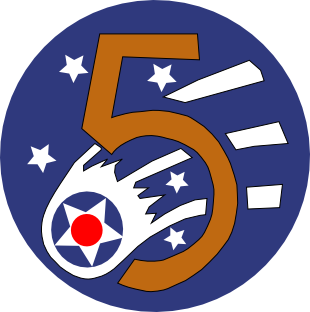
Fifth Air Force Filippine Australia Sudest Pacifico
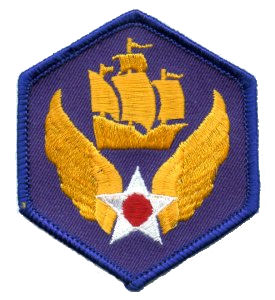
Sixth Air Force Caraibi Panama
Seventh Air Force Hawaii Sudovest Pacifico
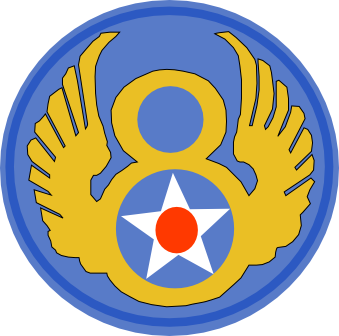
Eighth Air Force Europa
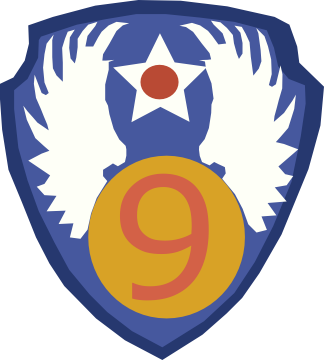
Ninth Air Force Medio Oriente Nordafrica Europa
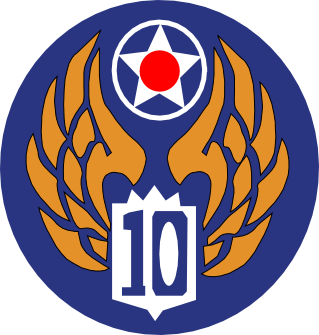
Tenth Air Force India Birmania
Eleventh Air Force Alaska
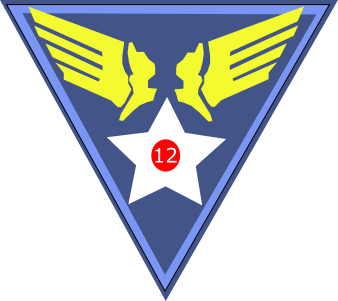
Twelfth Air Force Nordafrica Mediterraneo
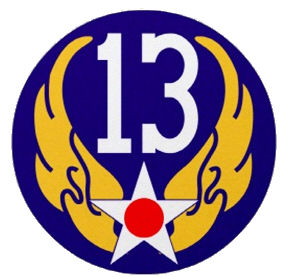
Thirteenth Air Force Sudovest Pacifico
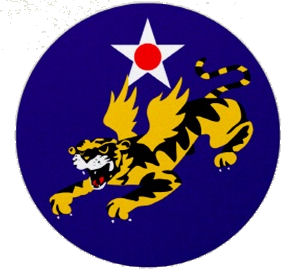
Fourteenth Air Force Cina
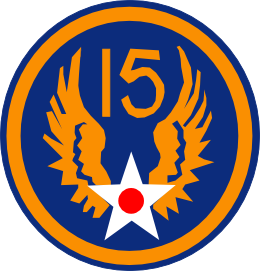
Fifteenth Air Force Mediterraneo
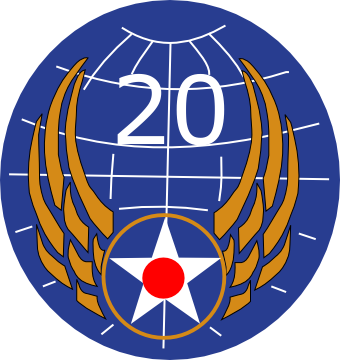
Twentieth Air Force India Sudovest Pacifico